# Dhool Ka Phool
Dhool Ka Phool ist ein erfolgreicher Bollywoodfilm des Regisseurs Yash Chopra, der hier sein Debüt absolviert. Der sozialkritische Film thematisiert die gesellschaftliche Inakzeptanz von unehelichen Kindern und das Verhältnis zwischen Muslimen und Hindus.

## Handlung
Meena und Mahesh sind schwer ineinander verliebt. In einer Nacht geben sie sich völlig hin. Das Resultat: Meena wird schwanger. Die Folge ist umso verheerender: Mahesh wird mit Malta, die einer angesehenen Familie entstammt, verheiratet. Nach der Geburt des kleinen Jungen, geht sie zu dem Vater des Kindes. Doch Mahesh weist sie ab. Die Begründung lautet, dass es ein Fehler war.
Die arme Meena weiß nicht weiter und hinterlässt das fünf Monate alte Baby in einem Wald. Dort wird es von einer Schlange bedroht. Unterwegs wird das Kind von dem Außenseiter Abdul Rasheed entdeckt und beschützt. Er nimmt den Jungen bei sich auf und nennt ihn Roshan.
Mittlerweile arbeitet Meena als Rechtsanwaltsgehilfin für einen Anwalt. Sie hegen Gefühle füreinander und schließen den Bund fürs Leben. Von Meenas Vergangenheit weiß der Anwalt allerdings nichts.
Mahesh, nun Richter, wird nochmals mit einem Sohn namens Ramesh gesegnet. Jahre später freunden sich die beiden Brüder an, obwohl sie nicht von ihrem Verwandtschaftsverhältnis wissen. Roshan wird als uneheliches Kind von der Gesellschaft nicht akzeptiert und ständig gehänselt. Nur sein bester Freund, Maheshs Sohn, steht an seiner Seite. Doch bald verfällt Roshan in Depressionen und rutscht in die kriminelle Szene ab. Ramesh versucht ihm herauszuhelfen und stirbt infolgedessen bei einem Autounfall. Dies macht Roshan noch depressiver und gerät versehentlich in einen Diebstahl. Obwohl er unschuldig ist, landet er vor dem Richter – seinen genetischen Vater. Abdul will Roshan aus der Klemme helfen und sucht den Rechtsanwalt auf. Dort erzählt er von Roshan und wie er in damals im Wald aufgelesen hat. Meena hört das Gespräch mit und realisiert wer Roshan tatsächlich ist. 
Vor Gericht sagt sie aus und Mahesh erkennt sie wieder. Am nächsten Tag bittet Malti ihren Mann Roshan zu sich nach Hause zu holen, da er der leibliche Sohn ist. Andererseits will Meena aus Schuldgefühlen das Haus des Anwalts verlassen. Doch ihr Mann bewundert ihre Stärke und bittet sie ihren Sohn willkommen zu heißen. So gehen Meena und Mahesh zu Abdul und bitten um ihren Sohn. Anfangs sträubt er sich dagegen und letztendlich überlässt er Roshan seiner leiblichen Mutter.

## Musik
| # | Titel                            | Sänger/in                        |
| - | -------------------------------- | -------------------------------- |
| 1 | "Apni Khatir Jeena Hai"          | Mahendra Kapoor, Sudha Malhotra  |
| 2 | "Tere Pyar Ka Aasra Chahta Hoon" | Mahendra Kapoor, Lata Mangeshkar |
| 3 | "Jo Tum Muskura Do"              | Mahendra Kapoor, Asha Bhosle     |
| 4 | "Tu Hindu Banega"                | Mohammad Rafi                    |
| 5 | "Jhukti Ghata Gaati Hawa"        | Mahendra Kapoor, Asha Bhosle     |
| 6 | "Daman Mein Daag Laga Baithe"    | Mohammad Rafi                    |
| 7 | "Tu Mere Pyar Ka Phool Hai"      | Lata Mangeshkar                  |
| 8 | "Kase Kahoon Man Ki Baat"        | Sudha Malhotra                   |
| 9 | "Arre Karle Jo Bhi Karna Hai"    | Mahendra Kapoor                  |

## Auszeichnungen
Filmfare Award 1960
- Filmfare Award/Bester Nebendarsteller an Manmohan Krishna

Nominierungen:
- Filmfare Award/Beste Hauptdarstellerin an Mala Sinha
- Filmfare Award/Beste Story an Mukhram Sharma
- Filmfare Award/Bester Liedtext an Sahir Ludhianvi für Tu Hindu Banega